# Mesoclima
Mesoclima é uma unidade climática intermédia, inferior ao macroclima, e ao clima regional, e acima do clima local e do topoclima. As regiões naturais interiores dos continentes, como grandes florestas, desertos e pradarias, são bons exemplos de mesoclimas, uma vez que constituem regiões sem delimitação espacial precisa.